# 阮扬扬
阮扬扬（英語：Yangyang Ruan，1999年7月21日—），中国青年钢琴家。

## 背景
阮扬扬1999年出生于中国福建省漳州市的一个普通家庭，5岁开始学习钢琴。9岁时考取中央音乐学院鼓浪屿钢琴学校，师从李婧、李惠莉、李原茜子。12岁时考入上海音乐学院附中，师从澳籍华裔钢琴家陈巍岭教授，同时得到了殷承宗、黄懿伦等大师的指导。2017年赴美，被5所音乐院校同时录取(柯蒂斯音乐学院、茱莉娅音乐学院、伊士曼音乐学院、新英格兰音乐学院、曼哈顿音乐学院)。后进入柯蒂斯音乐学院学习，师从Eleanor Sokoloff、刘孟捷教授。
曾与圣彼得堡爱乐交响乐团、瑞士日内瓦高等音乐学院管弦乐团、葡萄牙爱乐乐团、中国爱乐乐团、厦门爱乐乐团等合作演出。2020年9月，受邀在中国最大规模的电影节中国金鸡百花电影节开幕式上演奏，因此受到关注。

## 所获獎項
- 2014 - CCTV钢琴大赛铜奖[4]
- 2019 - 俄罗斯圣彼得堡“A Step Towards Mastery”国际青少年钢琴比赛第2名及肖邦奖[5]
- 2019 - 瑞士“Val de Travers”国际钢琴比赛第1名、特等奖[5]
- 2019 - 葡萄牙“Santa Cecilia”国际钢琴比赛第1名[5]
- 2020 - 波兰“Juliusz Zarębski”国际音乐比赛E组第1名[6]、“Personality of the Competition”特别奖[7]